# Intramuskuläre Koordination
Intra- oder neuromuskuläre Koordination beschreibt das Zusammenspiel zwischen Nervensystem und Muskel. Sie ist maßgeblich bestimmend für die Anzahl der vom Nervensystem synchron angesteuerten Muskelfasern innerhalb eines Muskels. Sie definiert die Maximalkraft unabhängig von der Hypertrophie des Muskels.

## Rolle der Intramuskulären Koordination
Eine Verbesserung der IK ist neben der Hypertrophie eine Option zur Verbesserung der Maximalkraft. Die IK zielt auf die synchrone Aktivierung vieler Muskelfasern ab. Will der Sportler ohne Zuwächse an Muskelmasse seine bereitstellbare Kraft vergrößern, bietet sich ein Training der Intramuskulären Koordination an. Die vorhandene Muskelmasse wird dabei besser ausgenutzt. Relevant ist dieser Aspekt für Ausdauersportler wie Triathleten oder Läufer sowie für Kampfsportler. Beide Gruppen profitieren von erhöhter Maximalkraft ohne Zunahme des aus Hypertrophietraining resultierenden Körpergewichts. Des Weiteren findet IK-Methodik ihre Anwendung im Training der Hochspringer, Kugelstoßerinnen und Gewichtheber.

## Trainingsmethodik
Beim intramuskulären Training legt der Sportler Wert darauf, dass eine maximale Rekrutierung und Frequenzierung der Muskelfasern erreicht wird. Zyklisch periodisiert arbeitet der Sportler laut Literatur empfohlenermaßen 6–8 Wochen an seiner IK. Die Belastungsintensität liegt dabei bei 85–100 % der einmalig bewegbaren Masse. 1–3 Wiederholungen pro Serie werden empfohlen. Die Zahl der Serien soll zwischen 3 und 6 liegen. Eine möglichst vollständige Erholungspause zwischen den Serien wird empfohlen. Eine willentlich explosive Kraftentwicklung, bei langsamem Bewegungsablauf sei laut Autoren anzustreben. Dabei ist zu beachten, dass sich diese Empfehlungen auf klassisches Krafttraining, mit isoliert arbeitenden Übungen bezieht. Diese Methode kann auch die Schnellkraft verbessern wenn die Dauer der Teilbewegung unter 200 ms liegt.